# マック・フォックス
マコーリー・フォックス・ロルフ（Makauley Fox Rolfe, 1995年10月29日 - ）は、ニュージーランド・オークランド出身のプロ野球選手（投手）。

## 経歴
2012年、第25回AAA世界野球選手権大会の予選対象大会で、グァムで開催された2012 U-18オセアニア野球選手権大会のニュージーランド代表に選出。同年11月、台湾で開催された第3回WBC予選のニュージーランド代表にも選出された。WBC予選4組では敗者復活1回戦の対タイ戦で先発投手を任され、5回1失点の好投で勝利投手となったが、チームは予選敗退を喫した。
大学はアメリカ合衆国のオレゴン州立大学に進み、カレッジベースボール公式戦は2014年に6試合登板、1勝0敗、防御率3.86、2015年に13試合登板、0勝0敗1セーブ、防御率1.00の成績を残している。
その後は地元のオークランドに戻り、数年間野球から離れていたが、2019年-2020年シーズンにオーストラリアン・ベースボールリーグの地元球団であるオークランド・トゥアタラに参加。5試合に救援登板し、防御率は15.43。
2020年は、リーグに加盟していない日本のプロ野球チーム・琉球ブルーオーシャンズに派遣されることが、オークランド・トゥアタラの公式サイトで発表された。琉球ではニュージーランド代表のコーチ経験のある清水直行が監督を務めている。ただし、新型コロナウイルスの流行により、結局来日することはなかった。

## 詳細情報

### ウィンターリーグでの投手成績
| 年 度     | 球 団        | 登 板 | 先 発 | 完 投 | 完 封 | 無 四 球 | 勝 利 | 敗 戦 | セ 丨 ブ | ホ 丨 ル ド | 勝 率 | 打 者 | 投 球 回 | 被 安 打 | 被 本 塁 打 | 与 四 球 | 敬 遠 | 与 死 球 | 奪 三 振 | 暴 投 | ボ 丨 ク | 失 点 | 自 責 点 | 防 御 率 | W H I P |
| --------- | ------------ | ----- | ----- | ----- | ----- | -------- | ----- | ----- | -------- | ----------- | ----- | ----- | -------- | -------- | ----------- | -------- | ----- | -------- | -------- | ----- | -------- | ----- | -------- | -------- | ------- |
| 2019-2020 | オークランド | 5     | 0     | 0     | 0     | 0        | 0     | 1     | 0        | 0           | ----  | 0     | 2.1      | 5        | 0           | 6        | -     | 0        | 3        | -     | -        | 4     | 4        | 15.43    | 4.71    |
| 通算：1年 | 通算：1年    | 5     | 0     | 0     | 0     | 0        | 0     | 1     | 0        | 0           | ----  | 0     | 2.1      | 5        | 0           | 6        | -     | 0        | 3        | -     | -        | 4     | 4        | 15.43    | 4.71    |

- 2019-2020年度シーズン終了時

### 代表歴
- 2012 U-18オセアニア野球選手権大会・ニュージーランド代表
- 2013 ワールド・ベースボール・クラシック・ニュージーランド代表

### 背番号
- 26（2019年 - 2020年）　※オークランドでの背番号